# Faubourg
 (juin 2010).

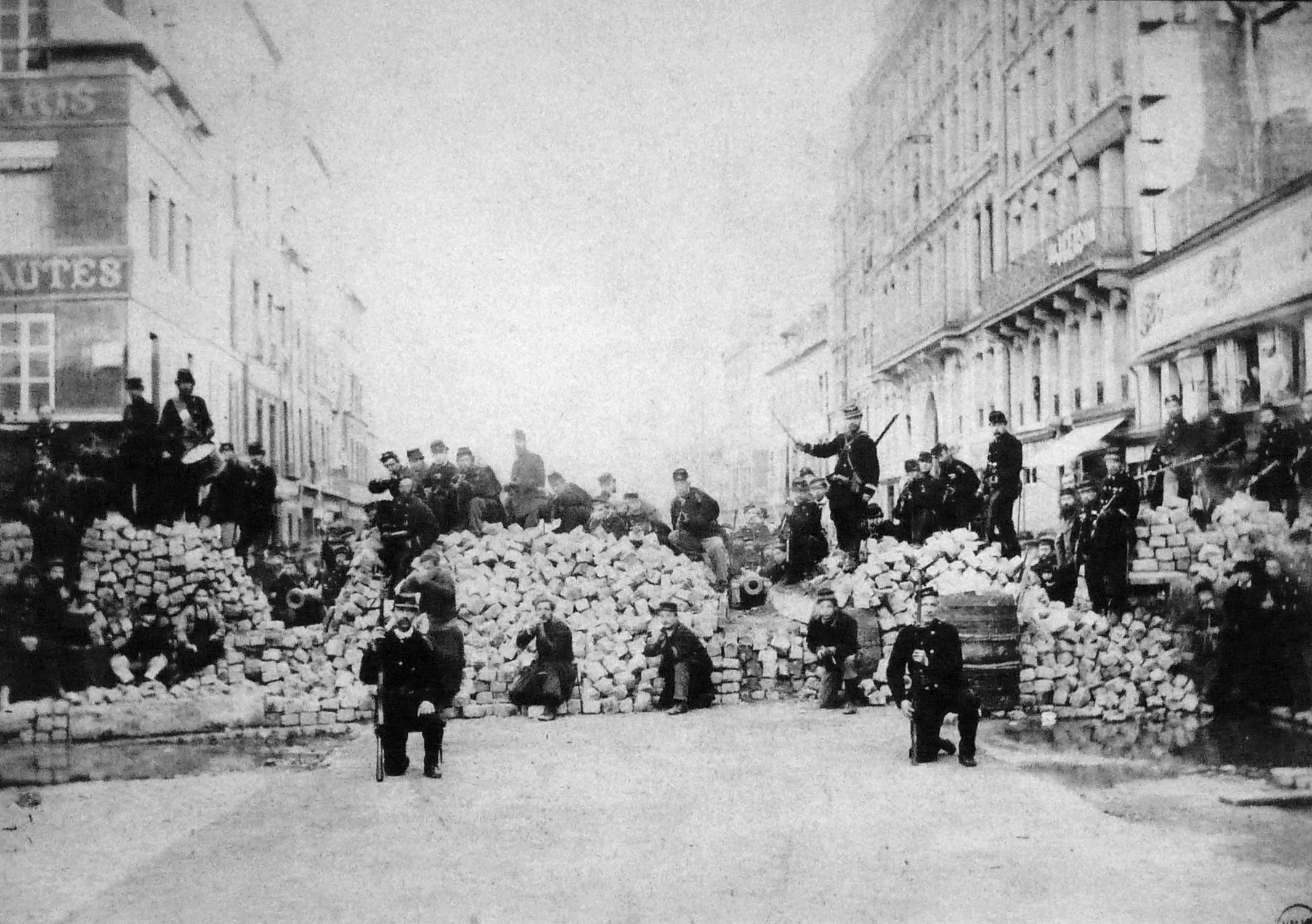
La barricade du faubourg Saint-Antoine à Paris lors de la Commune.

En géographie, le faubourg est à l'origine un quartier situé à l'extérieur d'un bourg.
Au XXIe siècle, on continue à nommer « faubourg » des quartiers incorporés aux limites de la ville, à la suite de la croissance de celle-ci. Les faubourgs sont généralement devenus des quartiers entourant le centre et sont un espace de transition entre le centre-ville et la banlieue : en géographie, on considère souvent les faubourgs comme la première couronne des périphéries urbaines.

## Étymologie
Faubourg dérive du terme « fors le bourg ». Fors vient de l'ancien français « fors », issu du latin foris « en dehors » et de borc, bourg : forsborc vers 1200, forbours vers 1260), donc en dehors des murs ou au-delà des portes d'une ville[réf. nécessaire].

## Développement des faubourgs
Dans la périphérie de la plupart des villes, les faubourgs se constituent souvent autour d'abbayes (comme les abbayes Saint-Lucien et Saint-Quentin, situées dans les faubourgs de Beauvais) ou de points de passage importants (faubourg de La Guillotière, existant dès le Moyen Âge à proximité du seul pont qui à l'époque franchit le Rhône et donne accès à Lyon).
Les faubourgs se forment également pour des raisons de commodité lorsque les activités nécessitent la présence d'un cours d'eau (moulin à eau) , d'un espace important (terrain dégagé de constructions denses) ou une prise de distance vis-à-vis de l'agglomération du fait du caractère polluant du métier exercé (peausserie, tannerie, teinturerie…).

## Les anciens faubourgs d'Arras
La ville d'Arras comprenait de nombreux faubourgs :
- Le faubourg de la Basècle, structuré autour de l'actuelle rue d'Achicourt où se trouvait l'église Saint-Vaast de la Basècle,
- Le faubourg Ronville, établi autour de l'avenue Lobbedez, il menait à la maison des templiers[2],
- Le faubourg Méaulens, situé autour de l'actuelle rue Michelet entre le route de Lens et Saint-Nicolas[3],
- Le faubourg Saint-Vincent, situé autour de l'actuelle gare d'Arras, il sera détruit en 1414 et réuni à Saint-Sauveur[4],
- Le faubourg Saint-Michel, structuré autour de l'actuelle rue des Rosati entre Arras et Saint-Laurent-Blangy, où se trouvait le château de Bellemotte, il fut réuni au village de Blangy[5].
- Le faubourg Saint-Sauveur, situé autour de la rue de Cambrai et du parc du Rietz, il formait comme Saint-Michel, une paroisse indépendante[6],
- Le faubourg Saint-Nicolas, aujourd'hui commune indépendante, il formait une paroisse[7],
- Le faubourg Sainte-Catherine, aujourd'hui commune indépendante, il formait une paroisse qui comprenait le pouvoir de Demencourt[7],
- Le faubourg des Haies[8], structuré autour de l'ancienne Hagerue ou rue neuve, il formait une paroisse et un pouvoir indépendant portant le nom de Hées. Il sera rattaché en partie à Arras au niveau de la rue de Grigny et à Achicourt[9].

Séparée de la ville d'Arras jusqu'en 1749, la Cité d'Arras comprenait les faubourgs suivants :
- Le faubourg Baudimont,
- Le faubourg d'Amiens,
- Le faubourg Maître-Adam,
- Le faubourg de la Vigne.

## Les anciens faubourgs de Lyon
- La Guillotière qui s'est développée à partir du pont sur le Rhône désormais pont de la Guillotière en direction de l'est du fleuve.

## Les anciens faubourgs de Paris
Paris était autrefois entouré de faubourgs :
- Le faubourg Saint-Antoine, le faubourg Saint-Honoré prolongeaient la ville de Paris à l'est et à l'ouest de la rive droite,
- Le faubourg Saint-Jacques et le faubourg Saint-Germain avaient la même fonction rive gauche.
- Le faubourg Poissonnière, le faubourg Saint-Marcel, le faubourg Montmartre. Parmi les 80 quartiers administratifs actuels de Paris, deux ont conservé trace de ces faubourgs dans leur nom :

- le quartier du Faubourg-Montmartre,
- le quartier du Faubourg-du-Roule.

Enfin, huit rues de Paris conservent également une appellation rappelant leur appartenance passée à un faubourg :
- la rue du Faubourg-Montmartre qui prolonge la rue Montmartre,
- la rue du Faubourg-Poissonnière qui prolonge la rue Poissonnière,
- la rue du Faubourg-Saint-Antoine qui prolonge la rue Saint-Antoine,
- la rue du Faubourg-Saint-Denis qui prolonge la rue Saint-Denis,
- la rue du Faubourg-Saint-Honoré qui prolonge la rue Saint-Honoré,
- la rue du Faubourg-Saint-Jacques qui prolonge la rue Saint-Jacques,
- la rue du Faubourg-Saint-Martin qui prolonge la rue Saint-Martin,
- la rue du Faubourg-du-Temple qui prolonge la rue du Temple.

## Les anciens faubourgs de Reims
Historiquement, la cité des sacres comptait cinq faubourgs:
- Le Faubourg Cérès, qui devient avenue Jean-Jaurès en 1921,
- Le Faubourg de Fléchambault, traditionnellement peuplé de maraîchers puis d'ouvriers, qui s'agrandira au début du XXe siècle pour former le quartier Sainte-Anne,
- Le Faubourg de Vesle, qui doit son nom à la porte par laquelle les futurs rois de France entraient dans la ville,
- le Faubourg Clairmarais, devenu au XIXe siècle un centre industriel pour la ville,
- et le Faubourg de Laon, qui connaîtra une croissance importante avec le développement du chemin de fer, devenant un faubourg majoritairement ouvrier.

## Les notes et les références
1. ↑  Alain Rey, Dictionnaire historique de la langue française, 3 vol., 3e édition, Le Robert, 2006
2. ↑  Le vieil Arras, ses faubourgs, sa banlieue, ses environs (lire en ligne), p570, 571
3. ↑  Arras et sa banlieue (lire en ligne), p33
4. ↑  Arras, histoire de l'architecture et des beaux-arts (lire en ligne), p168
5. ↑  Constant Le Gentil, Le vieil Arras, ses faubourgs, sa banlieue, ses environs : souvenirs archéologiques et historiques (lire en ligne), p568
6. ↑  « pop.culture.gouv.fr »
7. 1 2  Mémoires de l'Académie des Sciences, Lettres et Arts d'Arras (lire en ligne), p398
8. ↑  Regards sur Arras, Henri Gruy, p79
9. ↑  Marie-Thérèse Nison-Lecointe, Achicourt, Regards sur le passé, p16